# Bulgarische Badmintonmeisterschaft 2011
Die Bulgarische Badmintonmeisterschaft 2011 fand Anfang April 2011 in Sofia statt. 

## Finalergebnisse
| Disziplin    | Sieger                           | Finalist                           | Ergebnis            |
| ------------ | -------------------------------- | ---------------------------------- | ------------------- |
| Herreneinzel | Peyo Boichinov                   | Boris Kessov                       | 21:12, 21:17        |
| Dameneinzel  | Petya Nedelcheva                 | Stefani Stoeva                     | 21:15, 21:7         |
| Herrendoppel | Stilijan Makarski Peyo Boichinov | Vladimir Metodiev Blagovest Kisyov | 17:21, 21:12, 21:17 |
| Damendoppel  | Petya Nedelcheva Diana Dimova    | Gabriela Stoeva Stefani Stoeva     | 21:13, 21:14        |
| Mixed        | Stilijan Makarski Diana Dimova   | Vladimir Metodiev Stefani Stoeva   | 21:14, 21:15        |